# Campeonato de Portugal de Ciclismo en Ruta

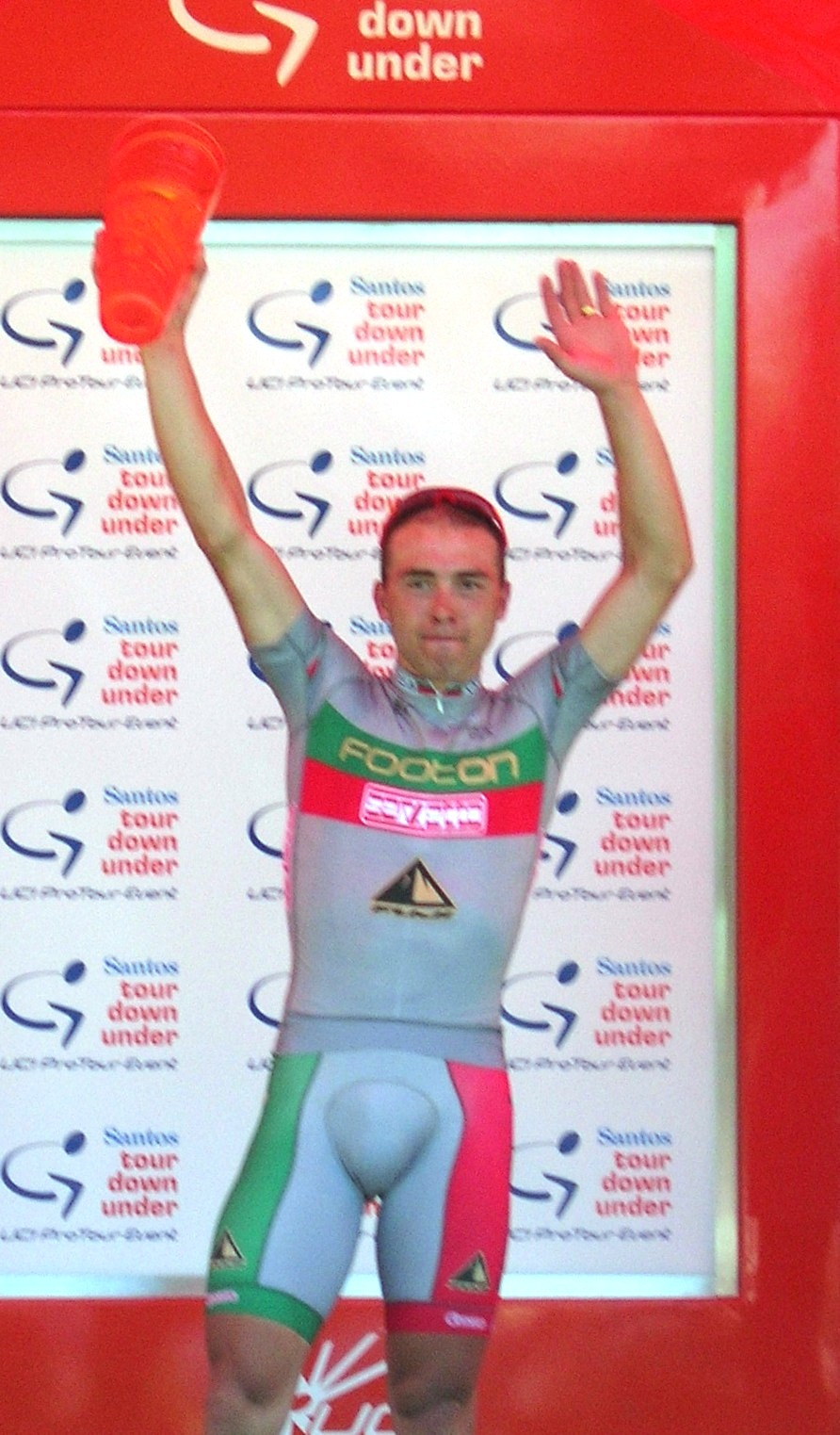
Manuel Antonio Cardoso con el maillot de Campeón de Portugal, en 2010.

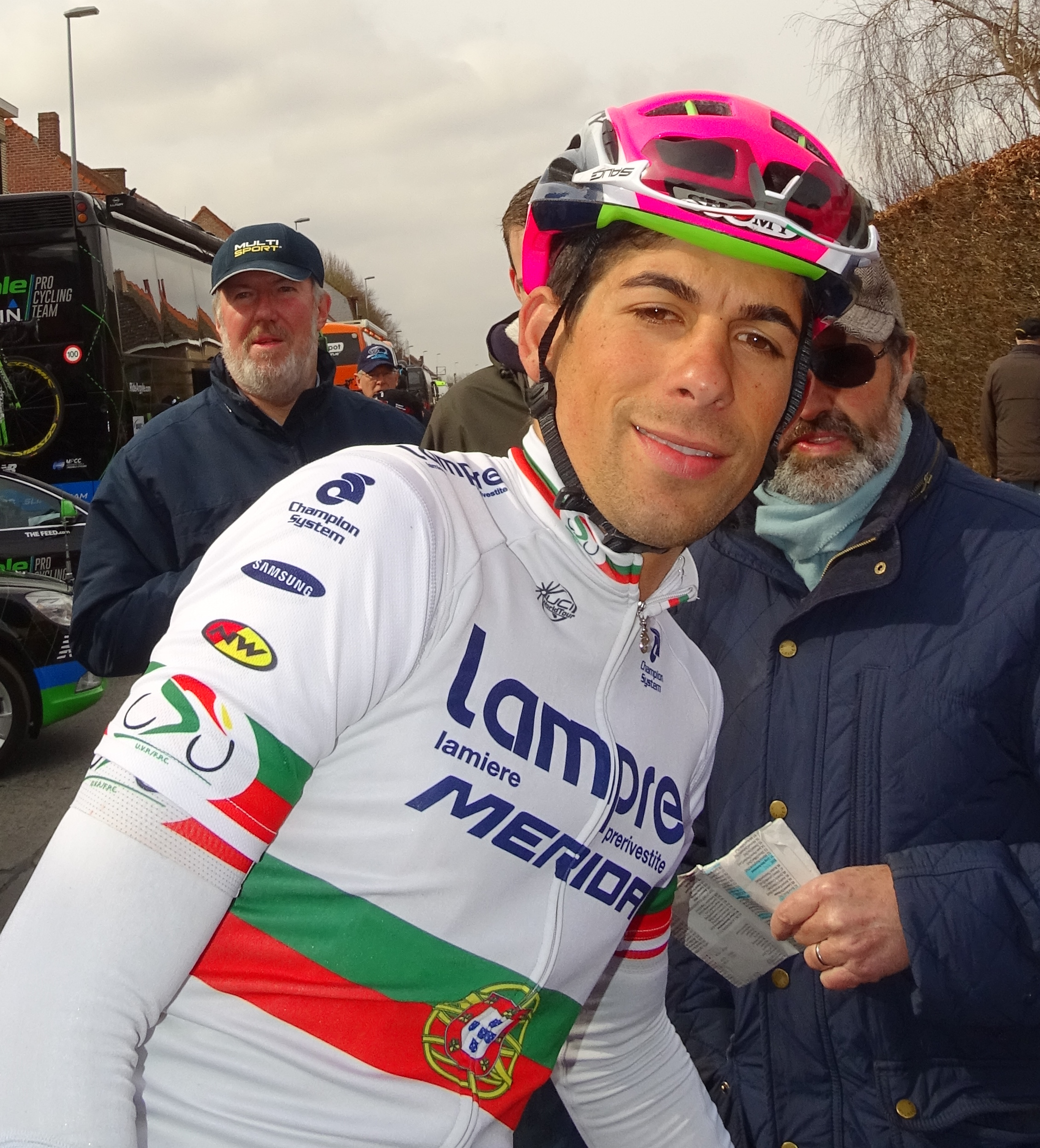
Nélson Filippe Oliveira campeón en 2014.

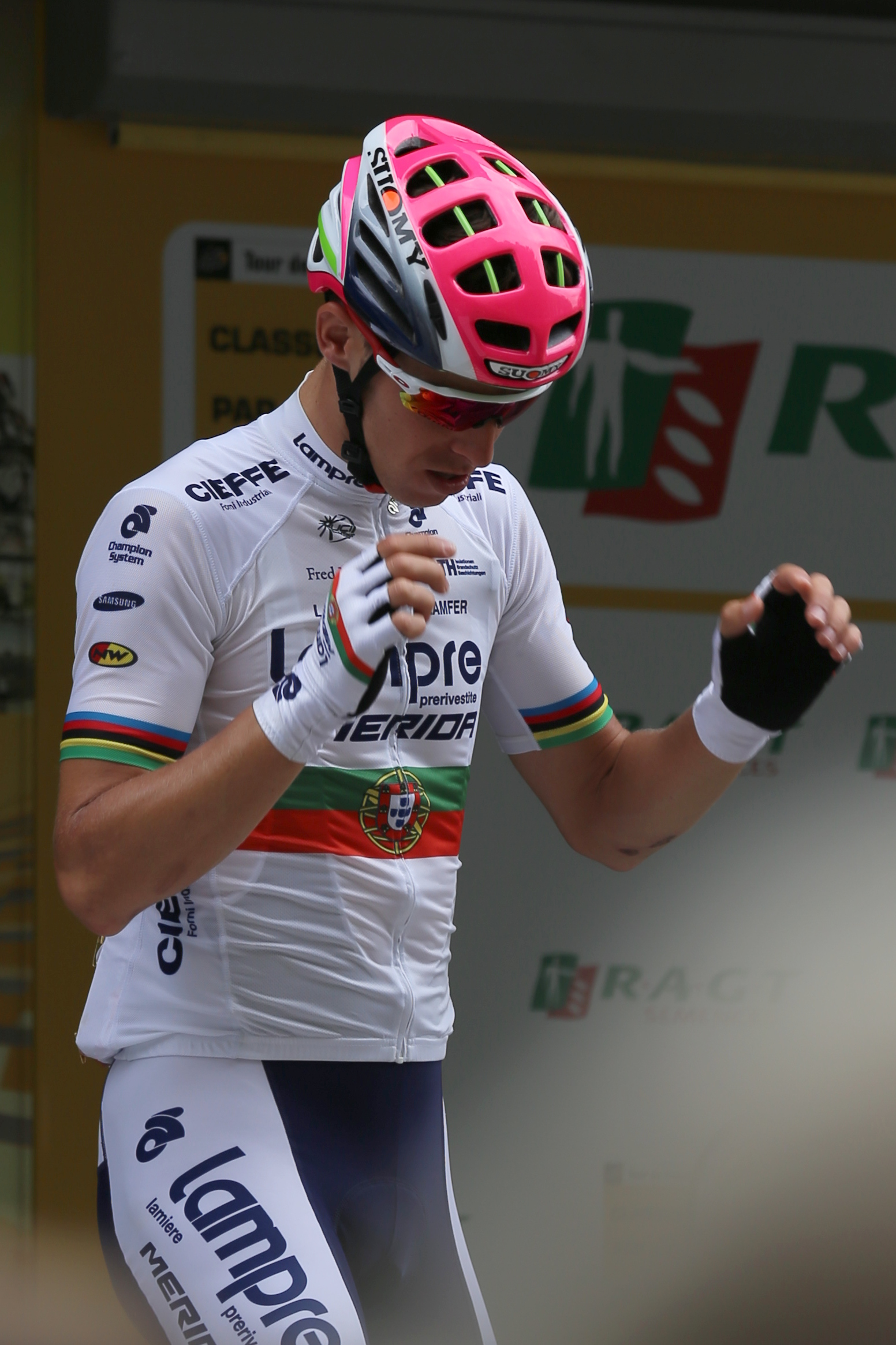
Rui Alberto Costa campeón en 2015.

Los Campeonatos de Portugal de Ciclismo en Ruta se organizan anualmente desde el año 1943 para determinar el campeón ciclista de Portugal de cada año. El título se otorga al vencedor de una única carrera. El vencedor obtiene el derecho a portar un maillot con los colores de la Bandera de Portugal hasta el Campeonato de Portugal del año siguiente.

## Palmarés
| Año     | Ganador                      | Segundo                        | Tercero                           |
| 1942    | João Lourenço                | Alberto Raposo                 | João Rebelo                       |
| 1943    | João Rebelo                  | Alberto Raposo                 | Aristides Martins                 |
| 1944    | José Martins                 | João Lourenço                  | Império dos Santos                |
| 1945    | João Rebelo                  | Fernando Moreira               | Júlio Mourão                      |
| 1946    | Fernando Moreira             | Eduardo Lopes                  | João Rebelo                       |
| 1947    | João Rebelo                  | Império dos Santos             | Manuel Rocha                      |
| 1948    | João Rebelo                  | Fernando Moreira               | Júlio Mourão                      |
| 1949    |                              | João Rebelo                    |                                   |
| 1950    | Luciano de Sá                | João Rebelo                    | Fernando Moreira de Sá            |
| 1954    | Antonio Barbosa Alves        | José Manuel Ribeiro da Silva   |                                   |
| 1956    | Antonio Barbosa Alves        |                                |                                   |
| 1957    | João Marcelino               | Luciano Moreira de Sá          | Pedro Polainas                    |
| 1958    | Antonino Baptista            | José Carlos Sousa Cardoso      | José Calquinhas                   |
| 1959    | Antonino Baptista            | José Da Costa                  | Emidio Pinto                      |
| 1960    | Azevedo Maia                 |                                |                                   |
| 1961    | Ilidio Do Rosario            | Antonio Barbosa Alves          | Antonio Ferreira                  |
| 1962    | José Pacheco                 | Francisco Valada               | Azevedo Maia                      |
| 1963    | Laurentino Mendes            |                                |                                   |
| 1964    | Laurentino Mendes            | Alberto Carvalho               | Joaquim Leao                      |
| 1965    | Paulino Domingues            | Manuel Correia                 | Antonio Acursio                   |
| 1966    | José Azevedo                 | Leonel Miranda                 | Mario Silva                       |
| 1967    | Antonio Acursio              | Leonel Miranda                 | Fernando Mendes                   |
| 1968    | Joaquim Agostinho            | Joaquim Andrade                | Leonel Miranda                    |
| 1969    | Joaquim Agostinho            | Fernando Mendes                | Joaquim Leao                      |
| 1970    | Joaquim Agostinho            | Fernando Mendes                | Antonio Graca                     |
| 1971    | Joaquim Agostinho            | Fernando Mendes                | Firmino Bernardino                |
| 1972    | Joaquim Agostinho            | Joaquim Andrade                | Fernando Mendes                   |
| 1973    | Joaquim Agostinho            | Herculano de Oliveira          | José Pacheco                      |
| 1974    | Fernando Mendes              | Manuel Costa                   | Joaquim Andrade                   |
| 1975    | Fernando Mendes              | Firmino Bernardino             | José Martins                      |
| 1976    | Marco Antonio Chagas Martins |                                |                                   |
| 1977    | José Maia                    |                                |                                   |
| 1978    | Fernando Mendes              |                                |                                   |
| 1982    | Marco Antonio Chagas Martins |                                |                                   |
| 1985    | Marco Antonio Chagas Martins | Adelino Teixeira               | Carlos Ferreira                   |
| 1986    | Acacio Da Silva              | Fernando Carvalho Oliveira     | Manuel Cunha                      |
| 1987    | Serafim Vieira               | Carlos Marta Silva             | Manuel Cunha                      |
| 1988    | Serafim Vieira               | Carlos Manuel Pereira Jesus    | Antonio Alves Pereira             |
| 1989    | Delmino Pereira              | Antonio Silva Monteiro         | Antonio Apolo                     |
| 1990    | Joaquim Salgado              | Jose Xavier Guimares           | Vitor Teresinho Dias              |
| 1991    | Luís Santos                  | Jorge Manuel Silva Dos Santos  | Joaquim Augusto Gomes de Oliveira |
| 1992    | Fernando Mota                | Jorge Manuel Silva Dos Santos  | Manuel Abreu Campos               |
| 1993    | Raul Matias                  | Pedro Silva Rodrigues          | Delmino Albino Pereira Magalhaes  |
| 1994    | Orlando Rodrigues            | Joaquim Alberto Sampaio Campos | Manuel Pedro Liberato             |
| 1995    | Manuel Abreu Campos          | Paolo Jorge Ferreira de Moura  | Serafim Vieira                    |
| 1996    | Carlos Neves                 | Quintino Rodrigues Silva       | Orlando Rodrigues                 |
| 1997    | Delmino Pereira              | Pedro Silva Rodrigues          | Paolo Jorge Ferreira de Moura     |
| 1998    | Carlos Alberto Carneiro      | José Alves Sousa               | Pedro Miguel Lopes Goncalves      |
| 1999    | Carlos Alberto Carneiro      | Orlando Rodrigues              | Pedro Miguel Miranda              |
| 2000    | Marcos Morais                | Paolo Jorge de Moura Ferreira  | Rui Sousa                         |
| 2001    | Nuno Marta                   | Delmino Magelhaes Pereira      | Pedro Lopes Goncalves             |
| 2002    | Rui Lavarinhas               | Rui Sousa                      | Renato Silva                      |
| 2003    | Pedro Miranda Soeiro         | Nuno Ribeiro                   | Paolo de Moura Ferreira           |
| 2004(*) | Bruno Castanheira            | Nuno Ribeiro                   | Nuno Marta                        |
| 2005    | Joaquim Adrego Andrade       | César Quiterio                 | Claudio Faria                     |
| 2006    | Bruno Pires                  | Ricardo Mestre                 | Rui Sousa                         |
| 2007    | Cândido Barbosa              | Gilberto Joao Sampaio Oliveira | Pedro Cardoso                     |
| 2008    | João Cabreira                | Tiago Machado                  | Cândido Barbosa                   |
| 2009    | Manuel Antonio Cardoso       | Rui Costa                      | Helder Oliveira                   |
| 2010    | Rui Sousa                    | Celio Sousa                    | André Cardoso                     |
| 2011    | João Cabreira                | Mário Costa                    | Filipe Cardoso                    |
| 2012    | Manuel Antonio Cardoso       | Antonio Carvalho               | Edgar Pinto                       |
| 2013    | Joni Brandão                 | Tiago Machado                  | Hélder Oliveira                   |
| 2014    | Nélson Oliveira              | Sérgio Sousa                   | Tiago Machado                     |
| 2015    | Rui Costa                    | Joni Brandão                   | Tiago Machado                     |
| 2016    | José Mendes                  | Nélson Oliveira                | Ricardo Vilela                    |
| 2017    | Ruben Guerreiro              | Rui Vinhas                     | Ricardo Vilela                    |
| 2018    | Domingos Gonçalves           | Joni Brandão                   | Henrique Casimiro                 |
| 2019    | José Mendes                  | Ricardo Mestre                 | António Carvalho                  |
| 2020    | Rui Costa                    | Daniel Mestre                  | Francisco Brito Campos            |
| 2021    | José Fernandes               | Rui Oliveira                   | Gaspar Gonçalves                  |
| 2022    | João Almeida                 | Tiago Antunes                  | Fábio Costa                       |
| 2023    | Ivo Oliveira                 | Rui Oliveira                   | Luís Gomes                        |
| 2024    | Rui Costa                    | Rui Oliveira                   | Luís Gomes                        |
| 2025    | Ivo Oliveira                 | Pedro Silva                    | João Medeiros                     |

(*) En 2004 ganó la carrera Pedro Lopes, pero fue descalificado por dar positivo en el control antidopaje.

## Estadísticas

### Más victorias
| Ciclista                     | Victorias | Años                                |
| ---------------------------- | --------- | ----------------------------------- |
| Joaquim Agostinho            | 6         | 1968, 1969, 1970, 1971, 1972 y 1973 |
| João Rebelo                  | 4         | 1943, 1945, 1947 y 1948             |
| Fernando Mendes              | 3         | 1974, 1975 y 1978                   |
| Marco Antonio Chagas Martins | 2         | 1976, 1982 y 1985                   |
| Antonio Barbosa Alves        | 2         | 1954 y 1955                         |
| Antonino Baptista            | 2         | 1958 y 1959                         |
| Laurentino Mendes            | 2         | 1963 y 1964                         |
| Serafim Vieira               | 2         | 1987 y 1988                         |
| Delmino Pereira              | 2         | 1989 y 1997                         |
| Carlos Alberto Carneiro      | 2         | 1998 y 1999                         |
| João Cabreira                | 2         | 2008 y 2011                         |
| Manuel Antonio Cardoso       | 2         | 2009 y 2012                         |
| José Mendes                  | 2         | 2016 y 2019                         |
| Rui Costa                    | 2         | 2015 y 2020                         |